# Not Forgotten
Not Forgotten (en español, No olvidado) es una película independiente de suspenso de 2009 escrita y dirigida por Dror Soref y protagonizada por Simon Baker y Paz Vega. Se estrenó el 11 de septiembre de 2009.

## Sinopsis
Jack Bishop (Simon Baker) vive felizmente con su esposa, Amaya (Paz Vega) y con su adorable hija de 11 años, Toby (Chloë Grace Moretz). Cuando Toby desaparece, Jack sabe que su pasado ha regresado para atormentarlo. Sabe que la única manera de salvar a su hija es por medio del poder de su ya olvidada fe “La Santa Muerte”, protectora de los pecadores, los veneradores de la muerte. La búsqueda de Jack lo conduce a lo más profundo de su pasado, a un mundo de rituales oscuros que puede ser muy peligroso... Para algunos, la fe en “La Santa Muerte” no es nada más que magia negra; para otros es salvación... Jack estará dispuesto a todo con tal de recuperar a su hija.

## Reparto
- Simon Baker como Jack Bishop.
- Paz Vega como Amaya Bishop.
- Chloë Grace Moretz como Toby Bishop.
- Claire Forlani como Katie.
- Michael DeLorenzo como Casper Navarro.
- Ken Davitian como el padre Salinas.
- Julia Vera como Doña.
- Virginia Periera como Karen de la Rosa.

## Producción
El rodaje tuvo lugar en el transcurso de 28 días en Nuevo México, con tres días de rodaje en exteriores en las afueras de la Ciudad de México y dos días para tomas breves en Los Ángeles. Varios miembros clave del reparto y del equipo vinieron de Austin, Texas, incluyendo el director artístico Ed Vega. A principios de 2009, Soref completó el rodaje de Not Forgotten.

## Distribución
Como resultado de la aclamación de la crítica de la película en el Festival de Cine de Slamdance 2009, Not Forgotten fue recogido para su distribución estadounidense. La película fue notable por ser la única entrada adquirida para su distribución en salas de Estados Unidos a partir de ese año. En abril de 2009, Anchor Bay Films adquirió los derechos de distribución de la película. The film debuted in a regional premiere Austin, Texas La película tuvo un estreno regional en Austin, Texas, y empezó a proyectarse oficialmente en el Mann Chinese Theatre 6 de Los Ángeles el 15 de mayo de 2009.

## Recepción
La película ha recibido críticas generalmente negativas en la prensa dominante. Sin embargo, Variety dijo que la película «satisface como un suspenso sólidamente diseñado y convincente que se basa más en los oscuros secretos que la magia negra», mientras que The Hollywood Reporter comentó: «usted recuerda un libro de bolsillo que recoge en el aeropuerto ... donde la cubierta promete una combinación a lo pulp de suspenso, el asesinato y ... la historia es tan absorbente que desea que el vuelo fuera más largo».